# Muscolo verticale
Nell'anatomia umana il  muscolo verticale, fa parte dei muscoli intrinseci  della lingua.

## Anatomia
Il muscolo è composto da un insieme di fasci di fibra muscolare che si ritrovano a partire dalla mucosa del dorso della lingua